# Анна Екатерина Бранденбургская
Анна Екатерина Бранденбургская (нем. Anna Katharina von Brandenburg; 26 июня 1575, Галле, Магдебургское архиепископство — 8 апреля 1612, Копенгаген) — первая супруга короля Дании и Норвегии Кристиана IV.

## Биография
Анна Екатерина была старшей дочерью курфюрста Иоахима III Фридриха Бранденбургского и его первой супруги Екатерины Бранденбург-Кюстринской, дочери маркграфа Бранденбург-Кюстрина Ганса Кюстринского, сына Иоахима I Бранденбургского.
Кристиан познакомился с будущей невестой во время своего путешествия по Германии в 1595 году и решил жениться на ней. В 1596 году Анна Екатерина вместе с родителями присутствовала на его коронации, а 27 ноября 1597 года в замке Хадерслевхус состоялась их свадьба. В следующем году, 11 июня, Анна Екатерина была коронована. В этом браке родилось шестеро детей, трое из которых умерли в раннем детстве:
- Фредерик (1599—1599), скончался в младенчестве;
- Кристиан (1603—1647), был женат на Магдалене Сибилле Саксонской;
- София (1605—1605), скончалась в младенчестве;
- Елизавета (1607—1608), скончалась в младенчестве;
- Фредерик III (1609—1670), король Дании и Норвегии, был женат на Софии Амалии Брауншвейг-Люнебургской;
- Ульрих (1611—1633), епископ Шверинский.

О жизни Анны Екатерины известно немного. Её особенно ценили за скромность и набожность. По всей видимости, она не имела какого-либо влияния на политическую жизнь в королевстве, хотя часто сопровождала Кристиана в его поездках. Не сохранилось никаких упоминаний о том, был ли счастливым их брак, но в последние годы её жизни у короля появились любовницы, среди которых была и фрейлина королевы Кирстен Мадсдаттер.
Королева Анна Екатерина умерла в Копенгагене и была погребена в соборе Роскилле.